# 斯盧奇河 (白俄羅斯)

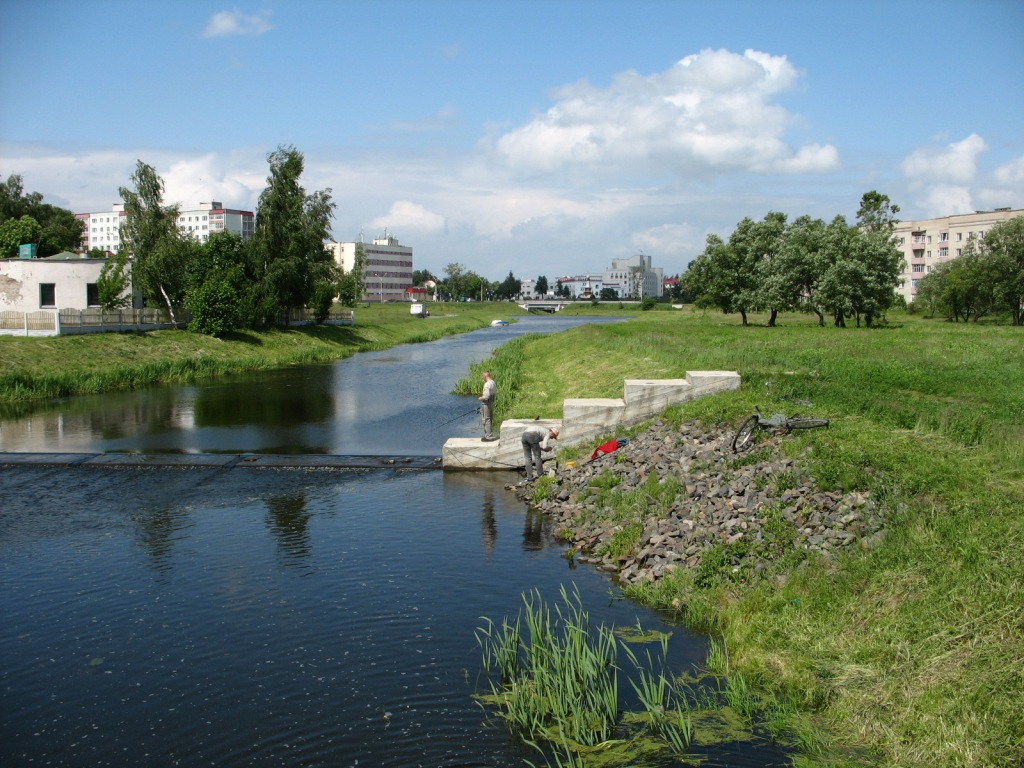
白俄羅斯斯盧奇河

斯盧奇河（白俄羅斯語：Случ或Паўночная Случ ）是白俄羅斯的河流，屬於普里皮亞季河的左支流，由明斯克州和戈梅利州負責管轄，河道全長197公里，流域面積5,470平方公里，發源自科佩爾山脈，每年十二月至翌年三月結冰，河畔城鎮有索利戈爾斯克和斯盧茨克。
52°08′15″N 27°31′30″E / 52.1375°N 27.525°E